# Asplenium harmanii
Asplenium harmanii är en svartbräkenväxtart som beskrevs av D.L.Jones. Asplenium harmanii ingår i släktet Asplenium och familjen Aspleniaceae. Inga underarter finns listade.